# Margarita Mikaėljan
Margarita Isaakovna Mikaėljan (in russo Маргари́та Исаа́ковна Микаэля́н?; Mosca, 30 agosto 1927 – Mosca, 2004) è stata una regista sovietica.

## Filmografia parziale

### Regista
- Vakansija (1980)
- Peppi Dlinnyjčulok (1984)